# Победници светских првенстава у атлетици на отвореном — 110 метара препоне
Дисциплина трчања на 110 метара са препонама у мушкој конкуренцији налази се у програму светских првенстава у атлетици од 1. Светског првенства 1983. у Хелсинкију.
Највише успеха у појединачној конкуренцији имао је Американац Ален Џонсон са четири златне медаље и једном бронзаном. У екипној конкуренцији Американци доминирају са двадесет шест освојених медаља.
Освајачи медаља на светским првенствима и њихови резултати приказани су у следећој табели. Резултати освајача медаља су дати у формату секунде,стотинке.
| Светско првенство       |                                   |                |                                |       |                                  |       |
| Хелсинки 1983. детаљи   | Грег Фостер Сједињене Државе      | 13,42 РСП      | Арто Бригаре Финска            | 13,46 | Вили Голт Велика Британија       | 13,48 |
| Рим 1987. детаљи        | Грег Фостер Сједињене Државе      | 13,21 РСП      | Џонатан Риџн Велика Британија  | 13,29 | Колин Џексон Велика Британија    | 13,38 |
| Токио 1991. детаљи      | Грег Фостер Сједињене Државе      | 13,06          | Џек Пирс Сједињене Државе      | 13,06 | Тони Џерет Велика Британија      | 13,25 |
| Штутгарт 1993. детаљи   | Колин Џексон Велика Британија     | 12,91 СР / РСП | Тони Џерет Велика Британија    | 13,00 | Џек Пирс Сједињене Државе        | 13,06 |
| Гетеборг 1995. детаљи   | Ален Џонсон Сједињене Државе      | 13,00          | Тони Џерет Велика Британија    | 13,04 | Роџер Кингдом Сједињене Државе   | 13,19 |
| Атина 1997. детаљи      | Ален Џонсон Сједињене Државе      | 12,93          | Колин Џексон Велика Британија  | 13,05 | Игор Ковач Словачка              | 13,18 |
| Севиља 1999. детаљи     | Колин Џексон Велика Британија     | 13,04          | Аниер Гарсија Куба             | 13,07 | Дуан Рос Сједињене Државе        | 13,12 |
| Едмонтон 2001. детаљи   | Ален Џонсон Сједињене Државе      | 13,04          | Аниер Гарсија Куба             | 13,07 | Дадли Доривал Хаити              | 13,25 |
| Париз 2003. детаљи      | Ален Џонсон Сједињене Државе      | 13,12          | Теренс Трамел Сједињене Државе | 13,20 | Љу Сјанг Кина                    | 13,23 |
| Хелсинки 2005. детаљи   | Лађи Дукуре Француска             | 13,07          | Љу Сјанг Кина                  | 13,08 | Ален Џонсон Сједињене Државе     | 13,10 |
| Осака 2007. детаљи      | Љу Сјанг Кина                     | 12,95          | Теренс Трамел Сједињене Државе | 12,99 | Дејвид Пејн Сједињене Државе     | 13,02 |
| Берлин 2009. детаљи     | Рајан Брејтвајт Барбадос          | 13,14          | Теренс Трамел Сједињене Државе | 13,15 | Дејвид Пејн Сједињене Државе     | 13,15 |
| Тегу 2011. детаљи       | Џејсон Ричардсон Сједињене Државе | 13,16          | Љу Сјанг Кина                  | 13,27 | Енди Тарнер Велика Британија     | 13,44 |
| Москва 2013. детаљи     | Дејвид Оливер Сједињене Државе    | 13,00          | Рајан Вилсон Сједињене Државе  | 13,13 | Сергеј Шубенков Русија           | 13,24 |
| Пекинг 2015. детаљи     | Сергеј Шубенков Русија            | 12,98          | Хансл Парчмент Јамајка         | 13,03 | Аријес Мерит Сједињене Државе    | 13,04 |
| Лондон 2017. детаљи     | Омар Меклеод Јамајка              | 13,04          | Сергеј Шубенков Русија*        | 13,14 | Балаш Бађи Мађарска              | 13,28 |
| Доха 2019. детаљи       | Грант Холовеј Сједињене Државе    | 13,10          | Сергеј Шубенков Русија*        | 13,15 | Паскал Мартино-Лагар Француска   | 13,18 |
| Јуџин 2022. детаљи      | Грант Холовеј Сједињене Државе    | 13,03          | Треј Канингем Сједињене Државе | 13,08 | Асијер Мартинез Шпанија          | 13,17 |
| Будимпешта 2023. детаљи | Грант Холовеј Сједињене Државе    | 12,96          | Хансл Парчмент Јамајка         | 13,07 | Данијел Робертс Сједињене Државе | 13,09 |
| Токио 2025.             |                                   |                |                                |       |                                  |       |

## Биланс медаља у трци на 110 метара са препонама
Стање после СП 2023.
|     | Земља                |    |    |    |    |
| --- | -------------------- | -- | -- | -- | -- |
| 1.  | Сједињене Државе     | 12 | 6  | 8  | 26 |
| 2.  | Уједињено Краљевство | 2  | 4  | 4  | 10 |
| 3.  | Кина                 | 1  | 2  | 1  | 4  |
| 3.  | Русија               | 1  | 2  | 1  | 4  |
| 5.  | Јамајка              | 1  | 2  | -  | 3  |
| 6.  | Француска            | 1  | -  | 1  | 2  |
| 7.  | Барбадос             | 1  | -  | -  | 1  |
| 8.  | Куба                 | -  | 2  | -  | 2  |
| 9.  | Финска               | -  | 1  | -  | 1  |
| 10. | Словачка             | -  | -  | 1  | 1  |
| 10. | Хаити                | -  | -  | 1  | 1  |
| 10. | Мађарска             | -  | -  | 1  | 1  |
| 10. | Шпанија              | -  | -  | 1  | 1  |
|     | Укупно 13 земаља     | 19 | 19 | 19 | 57 |

* Руски атлетичар Сергеј Шубенков је 2017. и 2019. наступао као независан такмичар.